# Ferrovia Amsterdam-Schiphol
La ferrovia Amsterdam-Schiphol è una linea ferroviaria dei Paesi Bassi tra Amsterdam Centraal a Schiphol.

## Storia
La ferrovia fu aperta dalla Nederlandse Spoorwegen il 1 giugno 1986. Con la linea furono costruite anche tre nuove stazioni: Amsterdam Sloterdijk, Amsterdam De Vlugtlaan e Amsterdam Lelylaan.
Fu pianificata anche una quarta stazione, Amsterdam Aletta Jacobslaan, ma non fu mai aperta. Nel posto dove doveva sorgere oggi esiste una stazione della metropolitana di Amsterdam, Henk Sneevlietweg.
Con la costruzione della linea Hemboog, nel 2000, la stazione De Vlugtlaan venne destinata al servizio della sola metropolitana di Amsterdam, abbandonando il servizio ferroviario.

## Caratteristiche
La ferrovia è, come la maggior parte delle ferrovie dei Paesi Bassi, elettrificata e alimentata con corrente continua a 1500 volt.
I binari della linea 50 della metropolitana di Amsterdam, aperta nel 1997, corrono paralleli alla linea ferroviaria nel tratto compreso tra  Isolatorweg (tra Amsterdam Centraal e Amsterdam Sloterdijk) e Henk Sneevlietweg (a sud di Amsterdam Lelylaan).
|  |  | Unknown route-map component "vCONTg-" |

|  |  | Unknown route-map component "vSTR-STR+l" | Unknown route-map component "CONTfq" |

|  |  | Unknown route-map component "vHST" |

|  |  | Unknown route-map component "SPLe" |

|  | Unknown route-map component "S+BHF" |

|  |  | Unknown route-map component "ABZgl" | Unknown route-map component "STR+r" |

|  | Unknown route-map component "CONTgq" | Unknown route-map component "ABZgr" | Straight track |

| Unknown route-map component "CONTgq" | Unknown route-map component "STR+r" | Straight track | Straight track |

| Unknown route-map component "STR+l" | Unknown route-map component "KRZol" | Unknown route-map component "TS+BHFo" | One way rightward |

| Straight track | Stop on track | Straight track |  |

| Continuation forward | One way leftward | Unknown route-map component "ABZg+r" |  |

|  | Unknown route-map component "eHST" |

|  | Unknown route-map component "S+BHF" |

|  |  | Unknown route-map component "ABZg+l" | Unknown route-map component "CONTfq" |

|  | Unknown route-map component "tSTRa" |

|  |  | Unknown route-map component "tBHF" | Airport |

|  | Unknown route-map component "tSTRe" |

|  | Continuation forward |